# Kamilla Nikolajewna Kruschelnizkaja
Kamilla Nikolajewna Kruschelnizkaja (russisch Камилла Николаевна Крушельницкая; * 1892 in Baranawitschy; † 27. Oktober 1937 auf der Hinrichtungsstätte Sandarmoch) war eine russische bzw. sowjetische katholische Dissidentin.

## Leben
Kruschelnizkaja aus einer polnischen katholischen Szlachta-Familie studierte nach dem Gymnasiumsabschluss an der Universität Moskau ohne Abschluss. Sie lebte dann in Moskau und arbeitete als Angestellte in einem Büro der Stahlhandelsfirma Stalsbyt.
Als Gemeindemitglied der Moskauer katholischen Kirche des Hl. Ludwig von Frankreich und geistliche Tochter des Bischofs Pie Eugène Joseph Neveu versammelte Kruschelnizkaja in ihrer Wohnung Bekannte zu Gesprächen über religiöse Themen mit Lesung der Evangelien und katholischer Literatur.
Die Gründerin des Dritten Dominikanerordens in Russland Anna Abrikossowa nahm nach ihrer Entlassung aus dem Gefängnis 1932 an Kruschelnizkajas Gesprächen teil. In der Nacht vom 28. zum 29. Juli 1933 wurden Kruschelnizkaja und Mitglieder ihres Gesprächskreises wegen Gründung ejner konterrevolutionären, monarchistischen, terroristischen Organisation verhaftet. Nach vier Tagen ständiger Verhöre gestand eine Gesprächskreisteilnemerin, unter dem Einfluss Kruschelnizkajas eine terroristische Tat beabsichtigt zu haben. Dagegen leugnete Kruschelnizkaja jede Tatabsicht und bekannte sich wegen des Mangels an bürgerlichen Freiheiten und Glaubensfreiheit als Gegnerin des sowjetischen Systems. Am 19. Februar 1934 wurde sie zu 10 Jahren Lagerhaft verurteilt und ins Sonderlager Solowezki gebracht. Sie nahm an heimlichen Gottesdiensten teil und bezeichnete die Bolschewiki als Feinde Gottes. Mit einer heimlichen Trauung durch einen inhaftierten katholischen Priester heiratete sie 1936 einen Mithäftling, der ein NKWD-Agent war und die Lagerleitung über die Ansichten und Tätigkeiten Kruschelnizkajas informierte. Während des Großen Terrors kam sie 1937 in Gefängnishaft und wurde am 9. Oktober 1937 zum Tod durch Erschießen verurteilt, was am 27. Oktober auf der Hinrichtungsstätte Sandarmoch erfolgte.